# Sierra del Faro

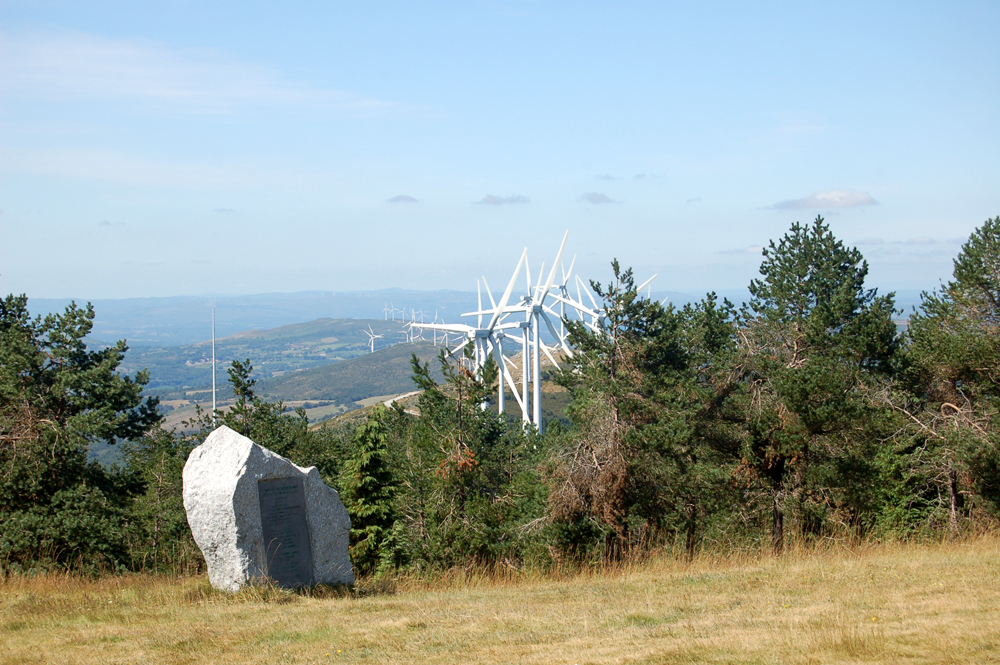
Monolito con poema de Johan de Requeixo en el monte Faro.

La sierra del Faro es un accidente geográfico montañoso gallego. Separa la comarca del Deza de la comarca de Chantada y también las cuencas fluviales del Miño y del Ulla, y está unida por el sur a la sierra del Farelo.

## Características
Presenta una dirección NE-SO y dominan las rocas graníticas muy fracturadas. Se divide morfológicamente en tres grandes bloques, el superior situado a 900 metros, el central a 800 metros y el inferior a 700 metros. El monte Faro, con 1187 metros es la máxima altura, otras cumbres destacadas son Piorno (1059 metros), Peñas Grandes (1026 metros), Cabeza (968 metros), Peña de Francia (914 metros) y Cantelle (896 metros).
La sierra del Faro presenta tres ecosistemas diferenciados, el principal es el constituido por monte bajo, predominando los tojos, helechos, jaras, brezos y retamas en el que habitan los conejos, liebres, lobos, zorros y topos al lado de alondras, codornices, palomas y herrerillos. En las vaguadas aparece el bosque caducifolio, compuesto por robles, melojos, abedules y endrinos junto con arándanos. Por último el monocultivo de pinos constituye el tercer ecosistema.